# Thorir Rögnvaldarson
Thorir Rögnvaldarson (també Tore Teiande, dit el Silenciós, m. 935) va ser un cabdill viking del segle IX fill de Rognvald Eysteinsson, jarl de Møre, Noruega i germà de Hrolf Ganger, que va ser el primer cabdill viking que iniciaria una estirp que governaria el Ducat de Normandia i d'Ivar Rögnvaldsson. El seu germanastre Torf-Einarr va ser jarl de les Illes Òrcades.
Thorir es casà amb Ålov, filla de Harald I de Noruega i van tenir dues filles, Bergljot (n. 914) que es casà amb el jarl de Lade Sigurd Håkonsson, Vigdis (n. 918), i un fill anomenat Jorund (n. 916).
Dos fills del re Harald I de Noruega, Halvdan Hålegg (Hálfdan Cames Llargues) i Gudrød Ljome (Gudrod el Brillant), mataren al pare de Thorir assetjant-lo a la seua pròpia casa i calant-li foc. Gudrød va prendre possessió de les terres de Rögnvald mentre que Hálfdan navegà a l'oest cap a les Òrcades per tal de derrocar a Torf-Einarr. El rei Harald, aparentement horroritzat per les accions dels seus fills, va desposseir a Gudrød i restaurà les possessions de Rögnvald a Thorir, assumint el seu paper de jarl de Møre després de la mort del seu pare.